# Бабка болотна
Бабка болотна, Підбере́зник ди́мчастий (Leccinum palustre) — вид базидіомікотових грибів родини болетових.

## Опис
Шапинка до 7 см завширшки, в ранньому віці кругла, міцна, сірого або коричневого кольору, потім стає подушкоподібною, м'якою, колір міняється на світліший димчасто-сірий.
М'якоть щільна у молодих грибів, з віком стає рихла, м'яка, в ніжці волокниста, водяниста, при пошкодженні покривається зеленувато-синюватими плямами, має слабкий, приємний грибний запах.
Ніжка до 15 см завдовжки, до 2 см завтовшки, цілісна, міцна у молодому віці, в старості волокниста, циліндрової форми, злегка товщає донизу, вся покрита світлими сіруватими, дрібними, ледве помітними лусочками.

## Поширення
Зустрічається переважно в сирих листяних лісах, часто на моховитих місцях, рідко поодинці, в основному групами, іноді великими, по 5-10 екземплярів, перші гриби з'являються в кінці серпня і ростуть до осінніх заморозків. Зустрічається лише у Північній Європі: Швеції, Норвегії, Фінляндії та Карелії.

## Двійники
Має схожість з іншими підберезниками, у яких ніжка покрита чорними густими або білими лусочками, але всі ці гриби їстівні.